# Julie Weiss
Pour les articles homonymes, voir Weiss.
Julie Weiss est une chef costumière américaine pour le cinéma et la télévision.

## Biographie
Elle a été nommée deux fois aux Oscars du cinéma, pour L'Armée des douze singes et Frida, et a remporté plusieurs autres récompenses, notamment les Costume Designers Guild Awards à deux reprises (pour American Beauty et Les Rois du patin), un Saturn Award (pour L'Armée des douze singes) et un Satellite Award (pour Frida). Elle a aussi remporté deux Emmy Awards pour son travail sur des séries télévisées.

## Filmographie
- 1983 : Le Dernier Testament, de Lynne Littman
- 1985 : Un été pourri, de Phillip Borsos
- 1985 : Creator, d'Ivan Passer
- 1986 : F/X, effets de choc, de Robert Mandel
- 1987 : Les Maîtres de l'univers, de Gary Goddard
- 1988 : Tequila Sunrise, de Robert Towne
- 1989 : Ma belle-mère est une sorcière, de Larry Cohen
- 1989 : Potins de femmes, de Herbert Ross
- 1990 : Premiers pas dans la mafia, d'Andrew Bergman
- 1992 : Lune de miel à Las Vegas, d'Andrew Bergman
- 1993 : À la recherche de Bobby Fischer, de Steven Zaillian
- 1994 : Milliardaire malgré lui, d'Andrew Bergman
- 1995 : L'Armée des douze singes, de Terry Gilliam
- 1996 : Simples Secrets, de Jerry Zaks
- 1997 : Touch, de Paul Schrader
- 1997 : À couteaux tirés, de Lee Tamahori
- 1998 : Las Vegas Parano, de Terry Gilliam
- 1998 : Un plan simple, de Sam Raimi
- 1998 : Road to Graceland, de David Winkler
- 1999 : American Beauty, de Sam Mendes
- 2000 : Get Carter, de Stephen T. Kay
- 2001 : Intuitions, de Sam Raimi
- 2001 : Cœurs perdus en Atlantide, de Scott Hicks
- 2002 : Frida, de Julie Taymor
- 2002 : Auto Focus, de Paul Schrader
- 2002 : Le Cercle, de Gore Verbinski
- 2003 : Les Disparues, de Ron Howard
- 2005 : Braqueurs amateurs, de Dean Parisot
- 2006 : Hollywoodland, d'Allen Coulter
- 2006 : Bobby, d'Emilio Estevez
- 2007 : Les Rois du patin, de Will Speck et Josh Gordon
- 2007 : Slipstream, d'Anthony Hopkins
- 2009 : Hors du temps, de Robert Schwentke
- 2009 : Le Grand Jour, d'Aaron Schneider
- 2010 : Shanghai, de Mikael Håfström
- 2011 : Sex Friends, d'Ivan Reitman
- 2012 : Hitchcock, de Sacha Gervasi
- 2020 : USS Greyhound : La Bataille de l'Atlantique (Greyhound), d'Aaron Schneider
- 2022 : Call Jane de Phyllis Nagy